# Canton de Mauguio
Le canton de Mauguio est une circonscription électorale française située dans le département de l'Hérault, en région Occitanie.

## Histoire
Un nouveau découpage territorial de l'Hérault (département) entre en vigueur à l'occasion des élections départementales de 2015. Il est défini par le décret du 26 février 2014, en application des lois du 17 mai 2013 (loi organique 2013-402 et loi 2013-403). Les conseillers départementaux sont, à compter de ces élections, élus au scrutin majoritaire binominal mixte. Les électeurs de chaque canton élisent au Conseil départemental, nouvelle appellation du Conseil général, deux membres de sexe différent, qui se présentent en binôme de candidats. Les conseillers départementaux sont élus pour 6 ans au scrutin binominal majoritaire à deux tours, l'accès au second tour nécessitant 12,5 % des inscrits au 1er tour. En outre la totalité des conseillers départementaux est renouvelée. Ce nouveau mode de scrutin nécessite un redécoupage des cantons dont le nombre est divisé par deux avec arrondi à l'unité impaire supérieure si ce nombre n'est pas entier impair, assorti de conditions de seuils minimaux. Dans l'Hérault, le nombre de cantons passe ainsi de 49 à 25.
À la suite du redécoupage cantonal de 2014, les limites territoriales du canton sont remaniées. Le nombre de communes du canton passe de 6 à 8.

## Représentation

### Représentation avant 2015
Au cours de leur histoire, les cantons furent la base de plusieurs circonscriptions électives. Les conseils généraux et les conseils d'arrondissement. Qui plus est, les cantons étaient la base d'une institution juridique de proximité, la Justice de paix.

#### Conseillers généraux
La loi du 28 pluviôse An VIII créa les Conseils généraux, composés d'un nombre variable de membres. Les Conseillers étaient nommés par le Premier Consul pour une période renouvelable de trois ans. Le sénatus-consulte du 16 thermidor An X organisa le renouvellement des conseillers généraux par tiers, tous les cinq ans et par tirage au sort.
La loi du 22 juin 1833 rendit électif les membres du Conseil général. Les conseillers étaient élus par canton, au suffrage censitaire et pour un mandat de neuf années. Ils étaient renouvelés par tiers tous les trois ans. Le décret du 3 juillet 1848 instaura le suffrage universel. La loi de 1871 fixa la durée du mandat des conseillers généraux à six ans et leur renouvellement par moitié tous les trois ans.
De 1833 à 1848, les cantons de Mauguio et de Castries n'avaient qu'un seul conseiller général. Le nombre de conseillers généraux était limité à 30 par département.
| Période      | Période           | Identité                          | Étiquette           | Qualité                                                 |
| ------------ | ----------------- | --------------------------------- | ------------------- | ------------------------------------------------------- |
| 1833         | 1847 (décès)      | Frédéric Durand                   |                     | Propriétaire, ancien capitaine à Montpellier            |
| 1847         | 1848              | Jules Pagézy                      | Majorité dynastique | Ancien négociant à Montpellier                          |
| 1848         | 1859              | Alfred Bonnet                     |                     | Médecin à Mudaison                                      |
| 1859         | 1870              | Edmond J. Esperonnier             |                     | Juge - Conseiller à la cour impériale de Montpellier    |
| 1871         | 1878 (décès)      | Auguste Bonnet                    |                     | Propriétaire Président de la commission départementale  |
| 1878         | 1890 (décès)      | Emile Anterrieu                   | républicain         | Propriétaire, conseiller municipal de Montpellier       |
| 1890         | 1901 (décès)      | Ernest Audibert (1842-1901)       | Républicain modéré  | Propriétaire à Montpellier Membre du Conseil du GODF    |
| 1902         | 1919              | Achille Vacassy                   | Républicain         | Propriétaire-négociant à Mauguio                        |
| 1919         | 1940              | Jean Alès                         | Rad.                | Vétérinaire Maire de Lansargues Député (1928-1936)      |
|              |                   |                                   |                     |                                                         |
| 1945         | 1968 (décès)      | Auguste Meynier                   | SFIO                | Viticulteur - Maire de Mauguio (1944-1967)              |
| 10 mars 1968 | 1985              | Théophile (Théo) Luce (1907-1992) | SFIO-PS             | Inspecteur des PTT Maire de Mauguio de 1971 à 1983      |
| 1985         | 1991 (démission)  | Claude Costes                     | DVD                 | Maire de Mauguio de 1983 à 1989                         |
| 1991         | 1992 (annulation) | Michel Bacala (1944-2016)         | PS                  | Agent EDF Maire de Mauguio de 1989 à 2001               |
| 1992         | 1998              | Pierre Michelet                   | RPR                 | Conseiller municipal de Mauguio de 1989 à 2001          |
| 1998         | 2004              | Michel Bacala                     | PS                  | Agent EDF Maire de Mauguio de 1989 à 2001               |
| 2004         | 2011              | Yvon Pradeille                    | DVG                 | Maire de Mauguio de 2001 à 2006                         |
| 2011         | 2015              | Yvon Bourrel                      | DVG                 | Retraité de l'enseignement Maire de Mauguio depuis 2006 |

#### Conseillers d'arrondissement
La loi du 8 pluviôse An VIII créait un conseil par arrondissement, fixait le nombre de conseillers à onze et leur attribuait pour mission de répartir les contributions directs entre les communes de l'arrondissement et de donner un avis sur l'état et les besoins de l'arrondissement. Les conseillers étaient nommés par le gouvernement pour une période de trois ans renouvelable. Le sénatus-consulte du 16 thermidor An X établissait le renouvellement à un tiers des élus, tous les cinq ans. La loi du 22 juin 1833 instituait l’élection des conseillers au suffrage censitaire, portait la durée du mandat à six ans, les conseillers étaient renouvelables par moitié tous les trois ans. Les conseils d'arrondissement furent supprimés par la Constitution du 4 novembre 1848. La loi du 7 juillet 1852 les rétablis sur les bases de la loi de 1833. Un décret en date du 25 décembre 1870 dissous les conseils généraux et les conseils d'arrondissement et la loi du 29 mars 1871 les rétablit sur la base de la loi de 1833. La loi du 3 juillet 1874 instituait l'élection des conseillers d'arrondissement au suffrage universel. Les conseils d'arrondissement furent supprimés par l'article I de la loi du 12 octobre 1940.
| Période                                  | Période | Identité                           | Étiquette | Qualité                                                                                     |
| ---------------------------------------- | ------- | ---------------------------------- | --------- | ------------------------------------------------------------------------------------------- |
| 1833                                     | 1845    | Jean-Pierre Ricard                 |           | Commissaire ordonnateur, en retraite, à Montpellier                                         |
| 1845                                     | 1848    | Alfred Bonnet                      |           | Médecin à Mudaison                                                                          |
| 1852                                     | 1858    | Aristide Maurin                    |           | Notaire à Mauguio                                                                           |
| 1858                                     | 1866    | Louis Théodore Laurens (1785-1866) |           | Capitaine en retraite Propriétaire à Mauguio Chevalier de la Légion d'Honneur en 1814       |
| 1868                                     | 1870    | Jules Bonnamaison                  |           | Médecin à Lansargues                                                                        |
| 1871                                     | 1878    | Félix Bourrely                     |           | Propriétaire à Mauguio                                                                      |
| 1878                                     | 1884    | Auguste Radier                     | Droite    |                                                                                             |
| 1884                                     | 1895    | Célestin Chapel                    |           | Notaire à Lansargues                                                                        |
| 1895                                     | 1903    | Pierre Guiraud                     |           |                                                                                             |
| 1903                                     | 1907    | Camille Reboul                     |           | Maire de Mudaison                                                                           |
| 1907                                     | 1913    | Aimé Ferrier                       |           | Propriétaire à Mauguio                                                                      |
| 1913                                     | 1919    | Albert Troussellier                | Radical   | Propriétaire à Candillargues                                                                |
| 1919                                     | 1931    | Darius Rey (1875-1945)             | SFIO      | Ouvrier agricole puis petit viticulteur, maire de Mauguio de 1919 à 1930                    |
| 1931                                     | 1940    | Julien Vacassy                     | Radical   | Propriétaire et commissaire en vin à Mauguio Officier de l'Ordre du Mérite agricole en 1912 |
| Les données manquantes sont à compléter. |         |                                    |           |                                                                                             |

#### Juges de paix
Les lois des 16 et 24 août 1790 instituèrent dans chaque chef-lieu de canton un juge de Paix. Jusqu'au sénatus-consulte du 16 thermidor An X, les juges étaient élus par les habitants du canton pour un mandat de deux ans. À partir de cette date, ils furent nommés par le 1er Consul pour une période de dix années. Cette disposition fut confirmée par la Charte constitutionnelle du 4 juin 1814, les juges de paix étaient nommé par le Roi pour une durée de mandat illimitée. L'ordonnance du 22 décembre 1958 supprima les justices de paix.

### Conseillers départementaux à partir de 2015
| Période élective | Période élective | Mandat | Mandat   | Identité                  | Nuance | Nuance | Qualité                                                                  |
| ---------------- | ---------------- | ------ | -------- | ------------------------- | ------ | ------ | ------------------------------------------------------------------------ |
| 2015             | 2021             | 2015   | 2021     | Brice Bonnefoux           |        | LR     | Adjoint au Maire de La Grande-Motte                                      |
| 2015             | 2021             | 2015   | 2021     | Marie-Thérèse Bruguière   |        | LR     | Sénatrice (2008-2014) et (2017-2020) Maire de Saint-Aunès de 1989 à 2017 |
| 2021             | 2028             | 2021   | en cours | Brice Bonnefoux           |        | LR     | Adjoint au Maire de La Grande-Motte                                      |
| 2021             | 2028             | 2021   | en cours | Patricia Moullin-Traffort |        | DVC    | Adjointe au Maire de Mauguio, suppléante du député LREM Patrick Vignal   |

### Résultats détaillés

#### Élections de mars 2015
À l'issue du 1er tour des élections départementales de 2015, deux binômes sont en ballottage : Agnès Muller et Pierre-Roland Tranchat (FN, 35,04 %) et Brice Bonnefoux et Marie-Thérèse Bruguiere (UMP, 26,86 %). Le taux de participation est de 53,89 % (20 237 votants sur 37 555 inscrits) contre 51,87 % au niveau départemental et 50,17 % au niveau national.
Au second tour, Brice Bonnefoux et Marie-Thérèse Bruguiere (UMP) sont élus avec 57,76 % des suffrages exprimés et un taux de participation de 55,61 % (10 850 voix pour 20 882 votants et 37 552 inscrits).

#### Élections de juin 2021
Le premier tour des élections départementales de 2021 est marqué par un très faible taux de participation (33,26 % au niveau national). Dans le canton de Mauguio, ce taux de participation est de 33,04 % (13 229 votants sur 40 037 inscrits) contre 33,27 % au niveau départemental. À l'issue de ce premier tour, deux binômes sont en ballottage : Laurence Cavaillez et Stéphane Vincent (RN, 36,92 %) et Brice Bonnefoux et Patricia Moullin-Traffort (DVC, 32,09 %).
Le second tour des élections est marqué une nouvelle fois par une abstention massive équivalente au premier tour. Les taux de participation sont de 34,36 % au niveau national, 34,7 % dans le département et 35,32 % dans le canton de Mauguio. Brice Bonnefoux et Patricia Moullin-Traffort (DVC) sont élus avec 59,6 % des suffrages exprimés (7 772 voix pour 14 138 votants et 40 031 inscrits),,.

## Composition
La composition du canton de Mauguio a évolué dans le temps. En 1790, six communes composaient le canton : Candillargues, Lansargues, Mauguio, Mudaison, Pérols et Saint-Nazaire-de-Pézan. L'arrêté du 3 brumaire An X, relatif aux justices de paix, fit passer la commune de Pérols dans le deuxième canton de Montpellier. Une ordonnance royale en date du 20 décembre 1835 détacha la commune de Saint-Nazaire-de-Pézan pour la rattacher au canton de Lunel. La loi du 24 octobre 1849 détachait le hameau de Colombier de la commune de Mauguio pour le rattacher à la commune de Baillargues qui prit le nom de Baillargues-Colombier. La loi du 29 janvier 1850 détachait le hameau des cabanes de la redoute de Ballestras de la commune de Mauguio pour créer la commune de Palavas. En 1873, un décret en date du 22 mars érigeait le territoire de Saint-Aunès, situé au nord de Mauguio, en commune. En 1974, La Grande-Motte fut officiellement érigée en commune. À la suite de la réforme territoriale, la composition du canton fut modifiée par le décret No 2014-258 en date du 26 février 2014 qui rattache les communes de Palavas et de Valergues au canton de Mauguio. Ce dernier porte désormais le numéro 13.

### Composition de 1974 à 2015
Avant le redécoupage de 2014, le canton regroupait six communes.
| Nom                 | Code Insee | Codepostal | Superficie (km2) | Population (dernière pop. légale) | Densité (hab./km2) |
| ------------------- | ---------- | ---------- | ---------------- | --------------------------------- | ------------------ |
| Mauguio (chef-lieu) | 34154      | 34130      | 49,56            | 16 786 (2012)                     | 339                |
| Candillargues       | 34050      | 34130      | 8,23             | 1 506 (2012)                      | 183                |
| La Grande-Motte     | 34344      | 34280      | 10,58            | 8 509 (2012)                      | 804                |
| Lansargues          | 34127      | 34130      | 18,39            | 2 876 (2012)                      | 156                |
| Mudaison            | 34176      | 34130      | 8,10             | 2 528 (2012)                      | 312                |
| Saint-Aunès         | 34240      | 34130      | 12,32            | 3 042 (2012)                      | 247                |

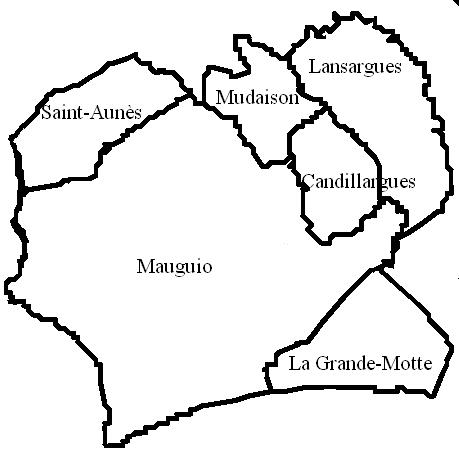
Carte du canton de Mauguio.
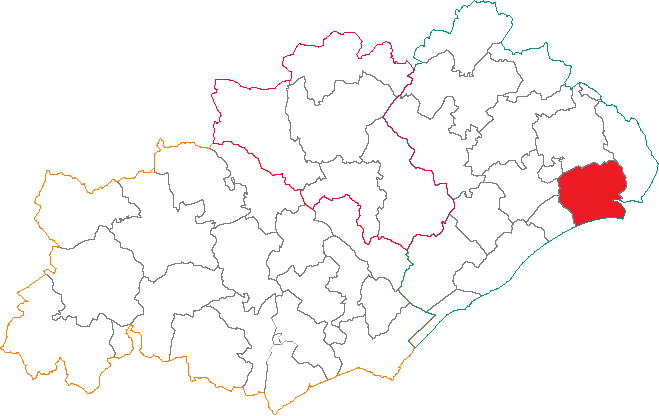
Situation du canton de Mauguio dans le département de l'Hérault avant 2015.

### Composition depuis 2015
Le nouveau canton de Mauguio comprend huit communes entières.
| Nom                             | Code Insee | Intercommunalité   | Superficie (km2) | Population (dernière pop. légale) | Densité (hab./km2) | Modifier                                    |
| ------------------------------- | ---------- | ------------------ | ---------------- | --------------------------------- | ------------------ | ------------------------------------------- |
| Mauguio (bureau centralisateur) | 34154      | CA du Pays de l'Or | 49,56            | 16 417 (2022)                     | 331                | modifier les données · modifier les données |
| Candillargues                   | 34050      | CA du Pays de l'Or | 8,23             | 2 102 (2022)                      | 255                | modifier les données · modifier les données |
| La Grande-Motte                 | 34344      | CA du Pays de l'Or | 10,58            | 8 508 (2022)                      | 804                | modifier les données · modifier les données |
| Lansargues                      | 34127      | CA du Pays de l'Or | 18,39            | 3 130 (2022)                      | 170                | modifier les données · modifier les données |
| Mudaison                        | 34176      | CA du Pays de l'Or | 8,10             | 2 954 (2022)                      | 365                | modifier les données · modifier les données |
| Palavas-les-Flots               | 34192      | CA du Pays de l'Or | 2,38             | 6 007 (2022)                      | 2 524              | modifier les données · modifier les données |
| Saint-Aunès                     | 34240      | CA du Pays de l'Or | 12,32            | 4 333 (2022)                      | 352                | modifier les données · modifier les données |
| Valergues                       | 34321      | CA du Pays de l'Or | 5,20             | 2 173 (2022)                      | 418                | modifier les données · modifier les données |
| Canton de Mauguio               | 3413       |                    | 114,76           | 45 624 (2022)                     | 398                | modifier les données                        |

Depuis 2014, le canton et la communauté d'agglomération du Pays de l'Or ont la même composition.

## Démographie

### Démographie avant 2015
| 1962  | 1968  | 1975   | 1982   | 1990   | 1999   | 2006   | 2011   | 2012   |
| ----- | ----- | ------ | ------ | ------ | ------ | ------ | ------ | ------ |
| 6 638 | 7 355 | 10 709 | 18 340 | 23 192 | 30 026 | 32 982 | 34 949 | 35 247 |

### Démographie depuis 2015
En 2022, le canton comptait 45 624 habitants, en évolution de +1,89 % par rapport à 2016 (Hérault : +7,49 %, France hors Mayotte : +2,11 %).
| 2013   | 2018   | 2022   |
| ------ | ------ | ------ |
| 43 518 | 44 542 | 45 624 |

## Galerie photographique

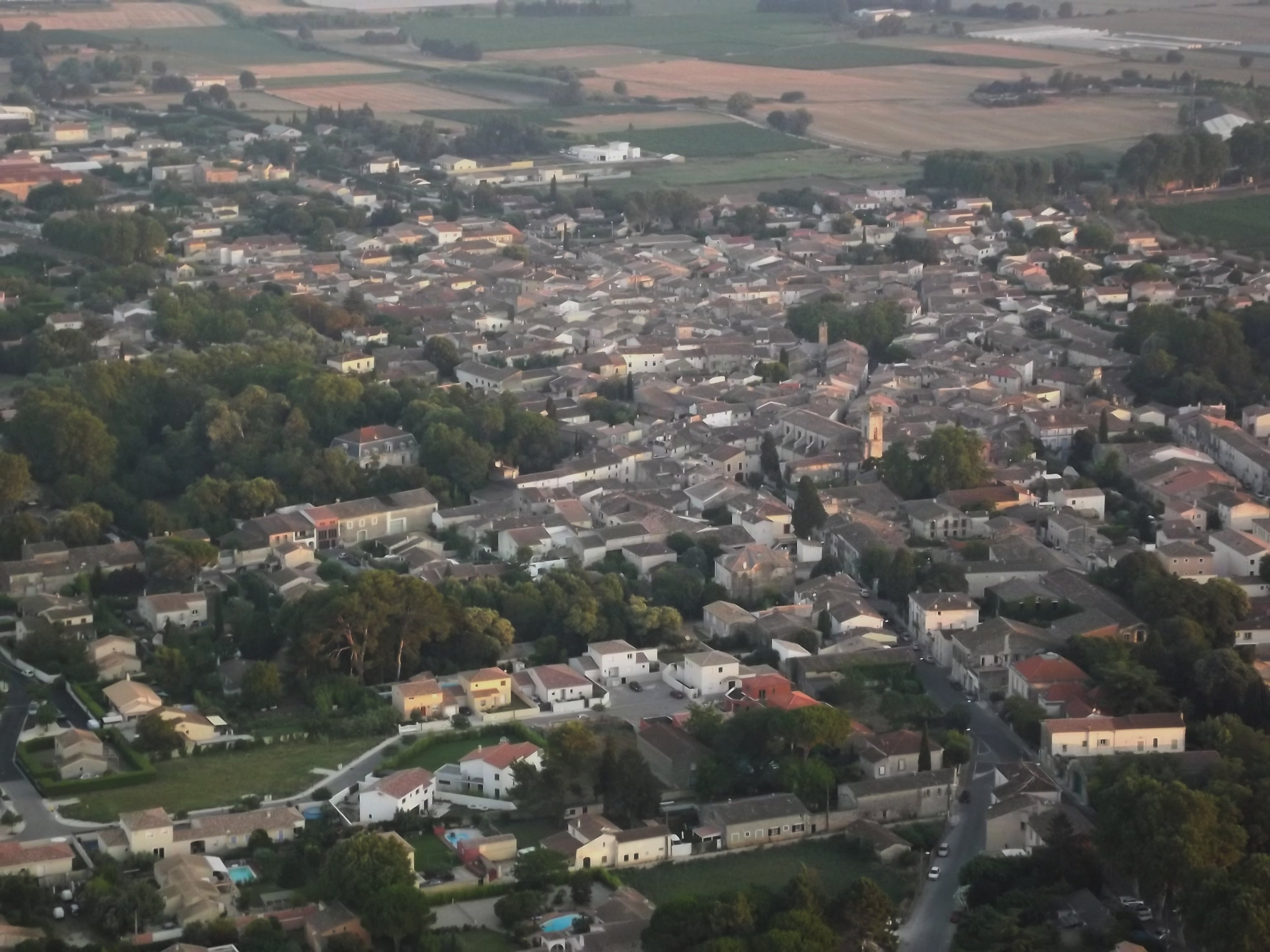
Vue générale de Lansargues.
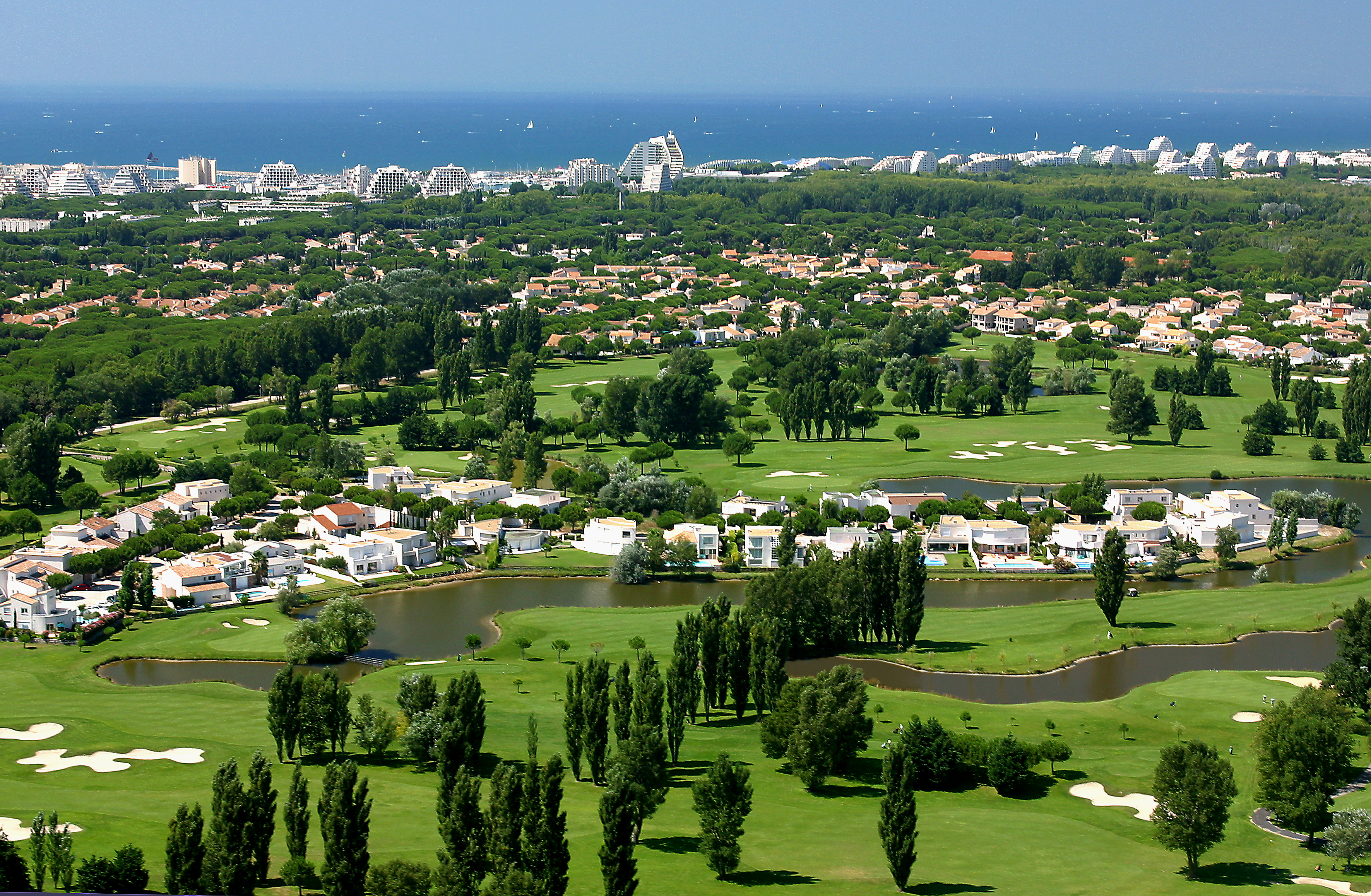
vue aérienne du golf et de la Grande-Motte.
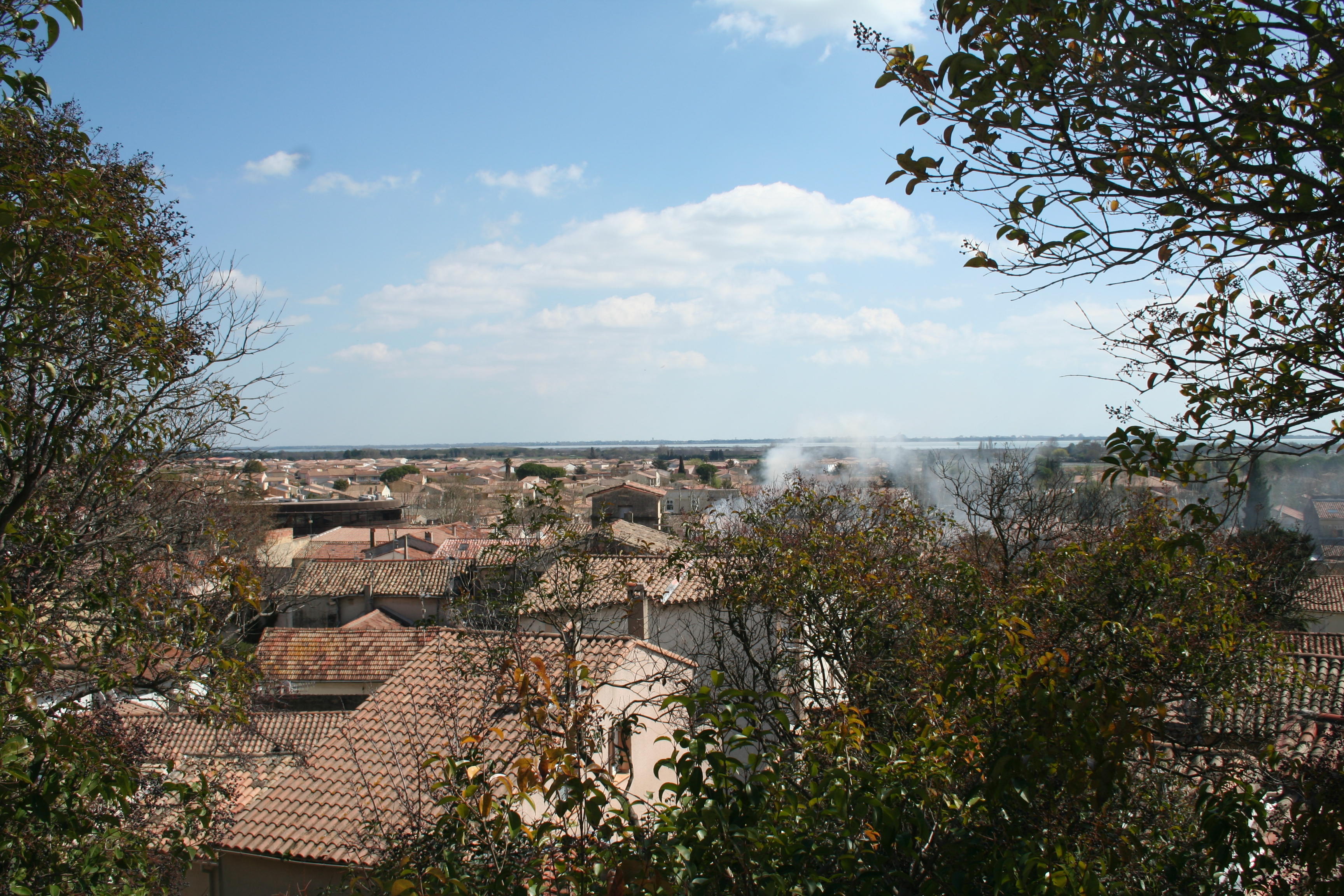
Vue générale de Mauguio, depuis « La Motte ».
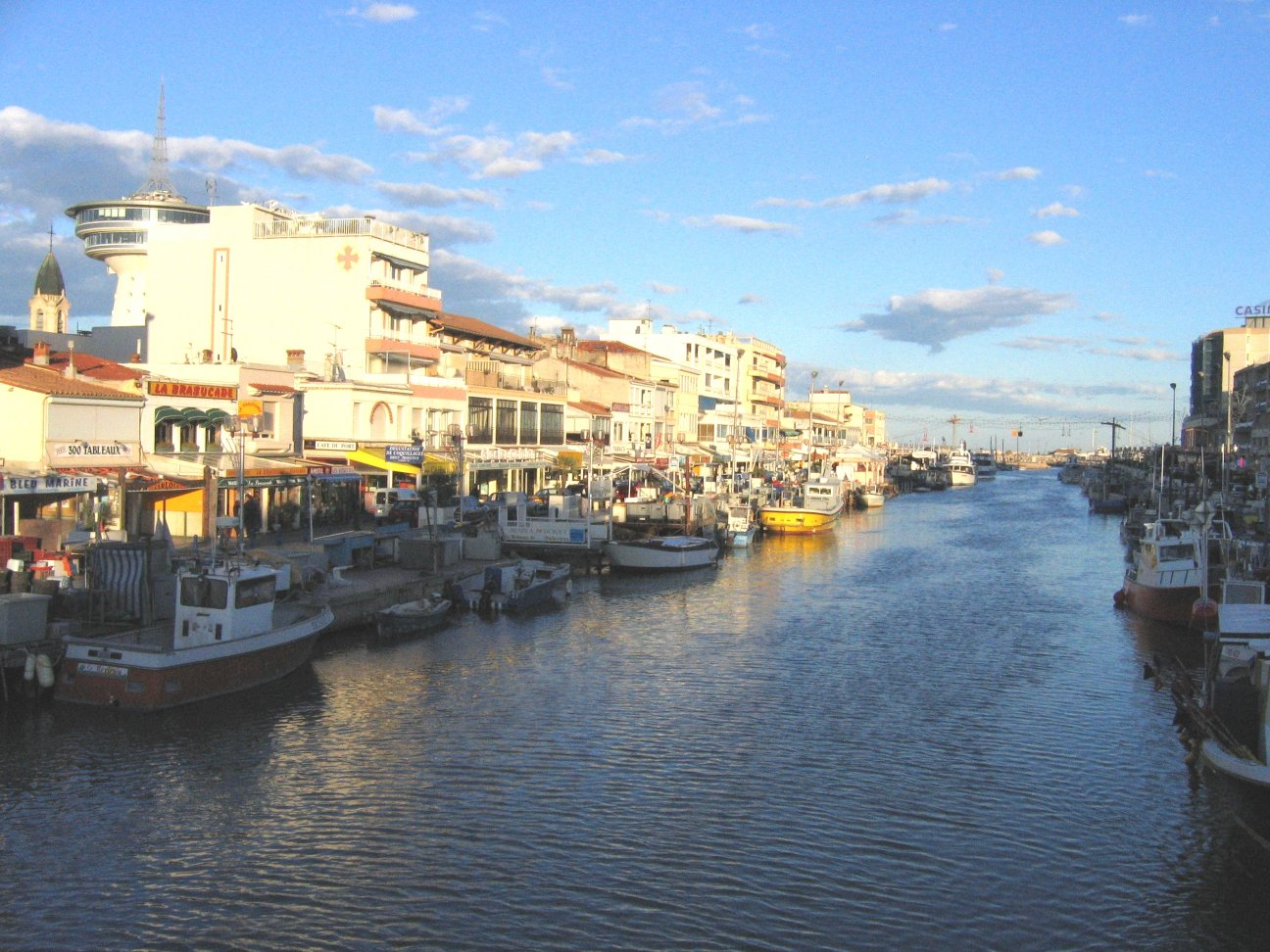
Le centre de Palavas-les-Flots et le canal.
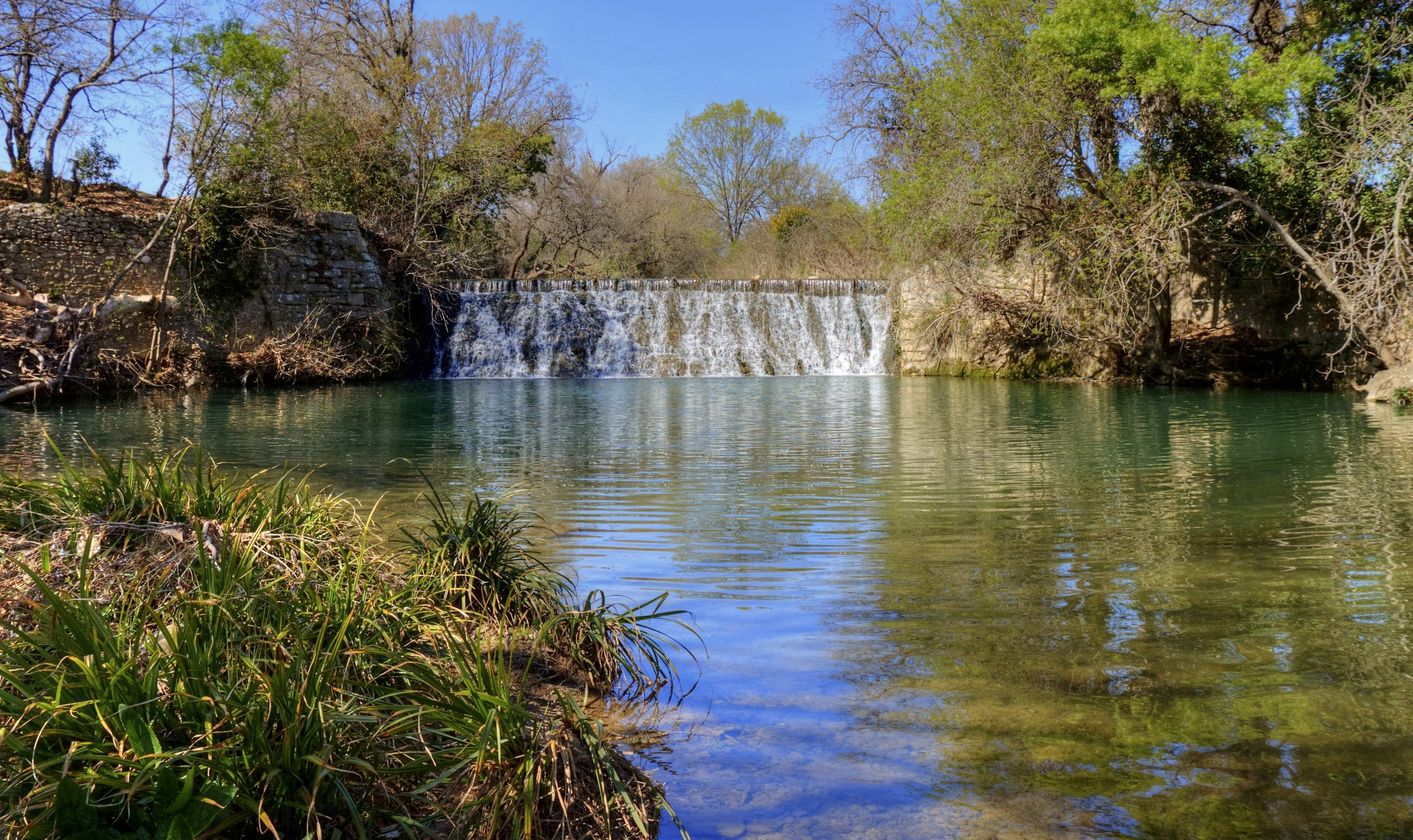
Le cours d'eau du Salaison à Saint-Aunès.
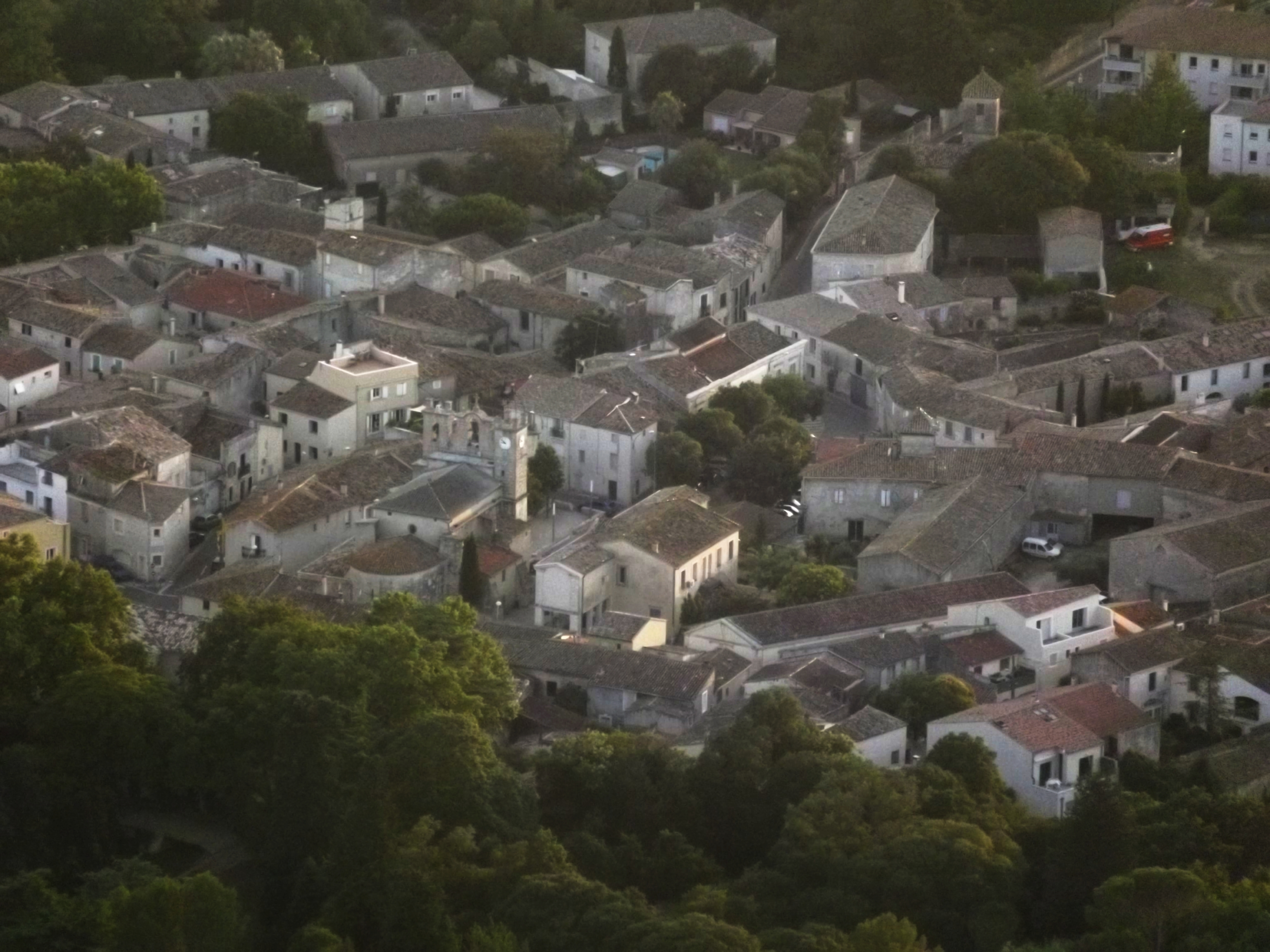
Vue générale de Mudaison.